# Harz (gemeentevrij gebied, Landkreis Göttingen)
Harz in het Landkreis Göttingen is op één na het grootste gemeentevrije gebied in de Duitse deelstaat Nedersaksen en zelfs van geheel Duitsland. Het onbewoonde gebied strekt zich uit over grote delen van het noordoosten van het Landkreis en vormt een deel van de Harz.
Het bestuur van dit gebied berust bij een boswachterij-instantie, het Niedersächsische Forstamt Clausthal. Dit is ook bevoegd, belastingen (Gewerbesteuer) te innen van enige in het gebied gelegen steengroeves. Ook stelt het geboorte- en overlijdensaktes op, voor het geval zich bijvoorbeeld in een hotel of pension in het gebied een geboorte of overlijden zou voordoen. Ten slotte is het Forstamt verantwoordelijk voor de openbare orde en veiligheid in de gemeentevrije zone.

Aangrenzend ligt in het Landkreis Goslar een soortgelijke gemeentevrije zone. 
Adelebsen · 
Bad Grund · 
Bad Lauterberg im Harz · 
Bad Sachsa · 
Bilshausen · 
Bodensee · 
Bovenden · 
Bühren · 
Dransfeld · 
Duderstadt · 
Ebergötzen · 
Elbingerode · 
Friedland · 
Gieboldehausen · 
Gleichen · 
Göttingen · 
Hann. Münden · 
Harz (gemeentevrij gebied, Landkreis Göttingen) ·
Hattorf am Harz · 
Herzberg am Harz · 
Hörden am Harz · 
Jühnde · 
Krebeck · 
Landolfshausen · 
Niemetal · 
Obernfeld · 
Osterode am Harz · 
Rhumspringe · 
Rollshausen · 
Rosdorf · 
Rüdershausen · 
Scheden · 
Seeburg · 
Seulingen · 
Staufenberg · 
Waake · 
Walkenried · 
Wollbrandshausen · 
Wollershausen · 
Wulften am Harz